# Herb Trzyńca
Herb Trzyńca (czes. Třinec) w Czechach został zatwierdzony prawie czterdzieści lat po nadaniu gminie praw miejskich – w 1969 roku.
Składa się on ze złotego orła Piastów cieszyńskich na błękitnym tle – symbolu Śląska Cieszyńskiego oraz wkomponowanego weń emblematu Huty trzynieckiej.